# Klejner
Klejner er sløjfeformede kager, som koges i fedtstof. De laves for det meste op til jul og er kendt i Danmark, Skåne, Blekinge, Halland (klenät, klejnor, snofiddor), Norge (fattigmann), Færøerne (kleynur), Island (kleinur) og Grønland (ulitat).
De laves ved at rulle dejen ud i ½ cm tykkelse og skære den i rombeformede stykker med en klejnespore. I midten af hver rombe skæres et snit. Den ene ende trækkes gennem snittet, hvorved den karakteristiske facon opstår; det kaldes at vride en klejne. Købeklejner er undertiden uvredne, fordi det er håndarbejde at vride klejner. Klejner koges i fedtstof i en gryde. I Sønderjylland kaldes klejner vredne drenge; hvorimod vredne piger er lavet af dejstrimler, der snos, inden de samles som ringe.
Klejner hører til de ældste danske julesmåkager og er kendt siden middelalderen. Dengang kogtes de i en gryde over åben ild. Det var først omkring midten af 1800-tallet, at brændekomfuret med ovn begyndte at blive udbredt. Ovnen gav mulighed for at bage kager, men klejner blev ikke fortrængt af de nye småkager.
Norske klejner er betegnelsen på store bløde klejner af gærdej dekoreret med citronglasur.
Navnet kommer fra det plattyske kleinet (dvs. klein, lille)..

## Galleri
- Udskæring af klejnerne i rombeform med klejnespore. 
Foto: "Fru Green"
- Kogning i gryde. 
Foto: "Fru Green"
- Kogning af klejner på brændekomfur.
- Afdrypning og afkøling. 
Foto: "Fru Green"